# 水野千里
水野千里（みずのちさと、1878年（明治11年）10月14日 - 1941年（昭和16年）6月26日）は、岡山県出身のアマチュアの天文愛好家。東亜天文協会（現東亜天文学会）名誉会員、倉敷天文台主事として天文の普及に努めた。

## 生涯

### 生い立ち
水野千里は1878年（明治11年）10月14日、岡山県岡山市に6男2女の長兄として生まれる。実弟に水野浩四がいる。父は千代之介（後に漸と改名は邑久郡郡長として地方行政に尽力した。）
水野は1893年（明治26年）岡山中学校に入学、この頃より星空に親しみ始める。1899年（明治32年）3月同中学を卒業。卒業後陸軍士官候補生として福知山連隊に入隊する。父親の死にともなって明治34年除隊、予備役となり小学校教師として一家を支える。明治37年、日ロ戦争に出征。その戦功によって勲7等功7級を賜る。帰岡後、文部省中学教員養成検定に受かり明治40年岡山商業学校および私立関西中学校に地理教師として以降18年間奉職。退職後は望遠鏡を片手に全国をまわって講演活動によって天文普及に努めた。
2023年、その生涯が描かれた小説「銀河貫千里」（弟浩四の孫、水之形著）が出版された。

### 功績
1920年（大正9年）に京都帝国大学の山本一清が主宰した「天文同好会（後の東亜天文学会）」に入会し岡山支部長として、天文の普及に心血を注いだ。
1926年（大正15年）山本一清等の「天文学の発展のためには、専門家でなくても天体観察ができる天文台が必要」だとする主張に同調し、倉敷紡績専務原澄治の出資により国内初めての民間天文台、倉敷天文台を設立し、広く一般に公開した。アマチュア天文家として新天体の発見や特定対象の観測などの功績は残していないが、終生、一般人や学生に対して星空の美しさや天文知識の普及に努め、多くの天文専門家やアマチュア天文愛好家を育てた。

### 年譜
年譜
明治11年（1878）水野　漸(邑久郡長）比傳の長男として岡山にて出生
明治26年（1893）岡山中学校入学
明治32年（1899）中学校卒業後士官候補生として福知山連隊へ入隊
明治37年（1904）日露戦争に出征
明治40年（1907）岡山市立商業校に地理教師として奉職
明治43年（1910) ハレー彗星観測を機に日本天文学会入会
大正 9年 (1920）天文同好会(現、東亜天文学会）入会　岡山支部長となる
大正13年 (1924) 関西中学校へ転任
大正15年 (1926) 倉敷天文台創設　主事となる
　　　　　　　　天文台長、山本一清　名誉天文台長、原澄治 　台員、宮原理学士　中村　要　
昭和 5年 (1930) 東亜天文協会副会長(現、東亜天文学会）
昭和16年 (1941)　6月　病没

## 著書
- 図説天文講座　第1巻　(天球と星座）厚生閣　1936　山本一清編
- 国定教科書 星の話 解説 警醒社,1922
- 星座めぐり・天文童話　警醒社　1923
- 太陽の親類めぐり・天文童話　警醒社　1923
- 小学校教科書に現れたる天文教材解説　東亜天文協会岡山支部　1933